# Valmir Berisha
Valmir Berisha (Dečani, 6 giugno 1996) è un calciatore svedese, attaccante del Malisheva.

## Biografia
È di origini kosovare.

## Caratteristiche tecniche
Attaccante mancino, nei primi anni della sua carriera era stato paragonato a Zlatan Ibrahimović, con cui condivide le origini balcaniche. Ha un buon fisico, sa come proteggere la sfera, ed è in possesso di una buona elevazione. In ogni caso, fin dai primi allenamenti in Italia si è mostrato «legnoso, sgraziato, tecnicamente parecchio scarso». Henry van der Vegt, al momento del suo ingaggio al Cambuur, lo ha descritto come «una punta vera con fiuto del gol e ovviamente molto talento».

## Carriera

### Club
Berisha ha giocato per la formazione Under-19 dell'Halmstad, mantenendo sempre un'ottima media reti. Tra il 2012 e il 2013 ha segnato 15 gol in 24 partite ed ha esordito anche con l'Under-21, con cui ha totalizzato una rete in 3 partite.
Il 29 gennaio 2014, Berisha ha firmato un contratto triennale con la Roma, andando a rafforzare la formazione Primavera. Per il giocatore, svincolato dall'Halmstad, la Roma ha pagato 500.000 euro come stabilito da parametro UEFA. Il 3 febbraio successivo, il giocatore è stato incluso nella lista dei convocati per il Torneo di Viareggio 2014. Il 2 marzo ha segnato la prima rete con la Primavera, nella vittoria per 3-0 sul Trapani. L'11 aprile è stato convocato da Rudi Garcia per la partita che la prima squadra avrebbe disputato contro l'Atalanta. Il giocatore è rimasto in panchina per tutto l'incontro, così come accaduto in occasione della sfida contro il Milan del 25 aprile. Il suo impatto con il calcio italiano è stato deludente, col giocatore che si è mostrato legnoso, sgraziato e tecnicamente carente.
Il 25 agosto 2014, Berisha è passato ai greci del Panathīnaïkos con la formula del prestito. Nel corso della stagione, si è limitato quasi esclusivamente ad alcune presenze in panchina. Il 3 maggio 2015, in occasione della 33ª giornata della Souper Ligka Ellada, ha potuto effettuare il proprio esordio nella massima divisione locale: ha sostituito Nikos Karelīs nel pareggio per 1-1 sul campo del Kerkyra. È stato l'unico incontro disputato dal giocatore in stagione.
Il 3 luglio 2015, gli olandesi del Cambuur hanno annunciato d'aver ingaggiato Berisha a titolo definitivo, con il giocatore che ha firmato un contratto annuale con opzione per la stagione successiva. Ha esordito nell'Eredivisie in data 12 agosto, subentrando a Xander Houtkoop nel pareggio per 2-2 sul campo del PEC Zwolle. L'11 aprile 2016, il Cambuur ha annunciato la rescissione del contratto con il giocatore.
Svincolato dopo l'esperienza olandese, dal 19 luglio 2016 si è aggregato al ritiro della prima squadra del Piacenza. Il provino si è rivelato però infruttuoso. Il 19 gennaio 2017 è stato reso noto si sarebbe aggregato ai polacchi del Piast Gliwice, militanti in Ekstraklasa, sempre in prova.
Il 6 febbraio 2017 si è allenato con i norvegesi dell'Aalesund. Il 7 febbraio ha firmato ufficialmente un contratto triennale con il club. Ha esordito in Eliteserien in data 2 aprile, subentrando a Daníel Leó Grétarsson nella sconfitta per 3-1 patita sul campo dello Stabæk. Il 24 maggio ha trovato la prima rete, contribuendo al successo per 0-2 arrivato in casa del Byåsen, sfida valida per il secondo turno del Norgesmesterskapet. Ha chiuso la stagione con 27 presenze ed una rete, tra campionato e coppa. L'Aalesund è retrocesso in 1. divisjon al termine della 30ª ed ultima giornata.
Al termine del calciomercato, Berisha non è stato incluso nella lista dei calciatori utilizzabili dall'Aalesund nel campionato 2018: il giocatore avrebbe potuto pertanto giocare solo nella coppa nazionale o con la squadra riserve.
Il 23 aprile 2018, l'Aalesund ha reso nota la cessione di Berisha agli islandesi del Fjölnir con la formula del prestito, valido fino al successivo 19 luglio. Il 20 luglio, il prestito è stato prolungato sino al termine della stagione. Tornato dal prestito, il 31 gennaio 2019 ha rescisso il contratto che lo legava all'Aalesund.
Il 19 febbraio 2019 ha firmato un accordo valido fino al 30 giugno 2020 con i bosniaci del Velež Mostar.

### Nazionale
Berisha ha rappresentato la Svezia a livello Under-17, Under-18 ed Under-19. È stato capocannoniere del campionato mondiale Under-17 2013, manifestazione in cui la sua Svezia ha chiuso al terzo posto finale.
Il 3 agosto 2016, il commissario tecnico della nazionale olimpica Håkan Ericson ha inserito Berisha tra i convocati per i Giochi della XXXI Olimpiade. Il 4 agosto ha giocato allora la prima partita nel torneo, subentrando ad Astrit Ajdarević nel pareggio per 2-2 contro la Colombia. La Svezia è stata poi eliminata alla fase a gironi.

## Statistiche

### Presenze e reti nei club
Statistiche aggiornate al 29 aprile 2023.
| Stagione                  | Club                      | Campionato                | Campionato | Campionato | Coppe nazionali | Coppe nazionali | Coppe nazionali | Coppe continentali | Coppe continentali | Coppe continentali | Supercoppe | Supercoppe | Supercoppe | Totale | Totale |
| Stagione                  | Club                      | Comp                      | Pres       | Reti       | Comp            | Pres            | Reti            | Comp               | Pres               | Reti               | Comp       | Pres       | Reti       | Pres   | Reti   |
| ------------------------- | ------------------------- | ------------------------- | ---------- | ---------- | --------------- | --------------- | --------------- | ------------------ | ------------------ | ------------------ | ---------- | ---------- | ---------- | ------ | ------ |
| gen.-giu. 2014            | Roma                      | A                         | 0          | 0          | CI              | 0               | 0               | -                  | -                  | -                  | -          | -          | -          | 0      | 0      |
| 2014-2015                 | Panathīnaïkos             | SL                        | 1          | 0          | CG              | 0               | 0               | UEL                | -                  | -                  | -          | -          | -          | 1      | 0      |
| 2015-apr. 2016            | Cambuur                   | ED                        | 6          | 0          | CO              | 1               | 0               | -                  | -                  | -                  | -          | -          | -          | 7      | 0      |
| 2017                      | Aalesund                  | ES                        | 23         | 0          | CN              | 4               | 1               | -                  | -                  | -                  | -          | -          | -          | 27     | 1      |
| 2018                      | Fjölnir                   | UD                        | 18         | 2          | CI+CdL          | 2+0             | 2               | -                  | -                  | -                  | -          | -          | -          | 20     | 4      |
| feb.-giu. 2019            | Velež Mostar              | 1L                        | 11         | 1          | CBE             | -               | -               | -                  | -                  | -                  | -          | -          | -          | 11     | 1      |
| 2019-gen. 2020            | Velež Mostar              | PL                        | 9          | 1          | CBE             | 2               | 2               | -                  | -                  | -                  | -          | -          | -          | 11     | 3      |
| Totale Velež Mostar       | Totale Velež Mostar       | Totale Velež Mostar       | 20         | 2          |                 | 2               | 2               |                    | -                  | -                  |            | -          | -          | 22     | 4      |
| gen.-giu. 2020            | Chindia Târgoviște        | L1                        | 15+2       | 2+0        | CR              | 0               | 0               | -                  | -                  | -                  | -          | -          | -          | 17     | 2      |
| 2020-2021                 | Chindia Târgoviște        | L1                        | 29         | 2          | CR              | 3               | 1               | -                  | -                  | -                  | -          | -          | -          | 32     | 3      |
| Totale Chindia Târgoviște | Totale Chindia Târgoviște | Totale Chindia Târgoviște | 44+2       | 4+0        |                 | 3               | 1               |                    | -                  | -                  |            | -          | -          | 49     | 5      |
| 2021-2022                 | Sliema Wanderers          | PL                        | 21         | 3          | CM              | 2               | 0               | -                  | -                  | -                  | -          | -          | -          | 23     | 3      |
| 2022-gen. 2023            | Oțelul Galați             | L2                        | 12         | 0          | CR              | 5               | 0               | -                  | -                  | -                  | -          | -          | -          | 17     | 0      |
| gen.-giu. 2023            | Minaur Baia Mare          | L2                        | 3+3        | 0+1        | CR              | -               | -               | -                  | -                  | -                  | -          | -          | -          | 6      | 1      |
| Totale carriera           | Totale carriera           | Totale carriera           | 148+5      | 12+1       |                 | 19              | 6               |                    | -                  | -                  |            | -          | -          | 172    | 18     |

## Palmarès

### Individuale
- Capocannoniere del Mondiale Under-17: 1

Emirati Arabi Uniti 2013 (7 reti)